# Csurgó

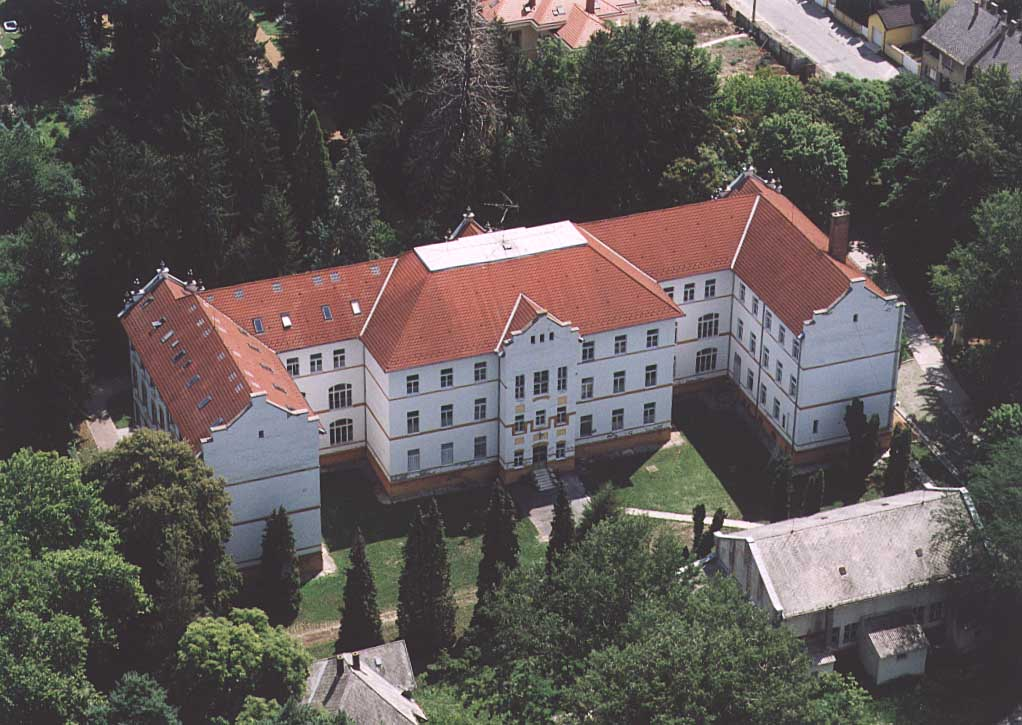
Das Gymnasium der reformierten Kirche in Csurgó

Csurgó [tʃurɡoː] ist eine ungarische Stadt im gleichnamigen Kreis im Komitat Somogy, ungefähr fünf Kilometer von der Grenze zu Kroatien entfernt. Zur Stadt gehört der Ortsteil Alsok. Überregional ist die Stadt vor allem bekannt als Zentrum der reformierten Kirche in Ungarn, die dort seit dem 18. Jahrhundert ein Gymnasium betreibt.

## Geschichte
Der Ort wurde im Jahr 1019 erstmals urkundlich erwähnt. Kern der Siedlung soll im 12. und 13. Jahrhundert ein Konvent gewesen sein, das von den Quellen unterschiedlichen Orden zugeordnet wird. Einmal werden als Konventuale Tempelritter erwähnt, andere Quelle sprechen hingegen vom Johanniterorden. Im Jahr 1405 wurde Csurgó zur Stadt erhoben. Im 15. Jahrhundert wurde hier vom Adelsgeschlecht der Zriny ein Schloss errichtet, das jedoch im 18. Jahrhundert zerstört wurde und heute nicht mehr existiert. Ab 1543 lebte der Liedermacher und Lautenspieler Sebestyén Tinódi zwei Jahre in der Stadt, nachdem sein Lehnsherr Valentin Török 1541 von den Türken gefangen genommen und aus Ungarn verschleppt worden war. Der ungarische Historiker des 16. Jahrhunderts, Miklós Istvanffy, erwähnt den Ort unter der Schreibweise Chorgó in seiner Beschreibung der Türkenkriege. Um 1600 kam es zu einer Einwanderung von slowenischen Protestanten, die vor der habsburgischen Gegenreformation nach Ungarn flohen. Später vermischten sich diese reformierten Slowenen mit ihren ungarischen Glaubensgenossen, wodurch die slowenische Sprache langsam verschwand. Nach den Türkenkriegen übergaben die Habsburger die Herrschaft über die Stadt an die Adelsfamilie Festetics und es siedelten sich hier slowakische und kroatische Flüchtlinge an, sowie als Siedler herbeigerufene Deutsche. Daneben gab es in der Stadt auch eine jüdische Gemeinde, die einige überregional bekannte Rabbis hervorbrachte, darunter Mordechai Benet (1753–1829, später Rabbi im mährischen Nikolsburg), Ludwig Lichtstein und Ludwig Venetianer.
Im Jahr 1799 lebte der ungarische Dichter Mihály Csokonai Vitéz für kurze Zeit in der Stadt und unterrichtete am reformierten Gymnasium als Hilfslehrer. Hier entstand sein komisches Epos Dorothea oder Der Triumph der Damen im Fasching. Zu Beginn des 19. Jahrhunderts bestand die Stadt aus zwei Teilen. In Alt-Csurgó befand sich die katholische Kirche, in Neu-Csurgó die reformierte Kirche. Die Ruine des Schlosses war genau in der Mitte zwischen beiden Ortsteilen. 1826 zählte man 1240 Einwohner, davon 690 Katholiken, 500 Reformierte und 50 Juden. Diese Zusammensetzung änderte sich bis 1858 in 1000 Katholiken, 700 Reformierte, 120 Evangelisch-Lutherische und 80 Juden. Die Mehrzahl der ungarischen Bewohner waren reformiert, teilweise aber auch katholisch. Die Slowaken und Kroaten waren meist katholisch und die deutschen Bewohner katholisch oder lutheranisch.
Die an der Straße von Wien nach Szigetvár gelegene Stadt war damals vor allem für ihre Obstgärten und den Weißweinanbau bekannt, sowie für das fruchtbare Ackerland und ergiebige Weideflächen rundherum. Durch die beginnende industrielle Revolution verlagerten sich jedoch die Zentren der wirtschaftlichen Entwicklung und Csurgó wurde deshalb im Jahr 1850 auf den Status einer Minderstadt herabgestuft. Durch den Bau der Dombóvár–Gyékényes-Linie bekam Csurgó im Jahr 1872 Anschluss an das Eisenbahnnetz, doch konnte dies die geographische Randlage der Stadt nicht wesentlich verändern. Csurgó blieb eine ländliche Kleinstadt. Erst im Jahr 1989 erhielt es den vollen Status als Stadt zurück. Die Eisenbahnteilstrecke zwischen Somogyszob und Gyékényes, an der Csurgó liegt, wurde erst 1994 elektrifiziert.

## Städtepartnerschaften
- Haimhausen (Deutschland / Bayern)
- Cristuru Secuiesc (Rumänien)
- Aumale (Frankreich / Dep. Seine-Maritime)
- Markelo, Niederlande
- Vráble, Slowakei
- Fehérvárcsurgó, Ungarn
- Vrsar, Kroatien
- Yuzawa, Japan

## Verkehr
In Csurgó treffen die Landstraßen Nr. 6808 und Nr. 6819 aufeinander. Die Stadt ist angebunden an die Eisenbahnstrecke von Gyékényes nach Dombóvár.

## Persönlichkeiten
- Dezső Laky (1887–1962), Statist, Hochschullehrer und Minister